# 34836 Ronakroy
34836 Ronakroy este o planetă minoră (asteroid) din centura de asteroizi. A fost descoperită pe 19 septembrie 2001 la Experimental Test Site⁠(d) de Lincoln Near-Earth Asteroid Research. 
Obiectul prezintă o orbită caracterizată de o semiaxă mare de 2,9844219 UAi, o excentricitate de 0,06, o înclinație de 1,03145 ° în raport cu ecliptica.